# Euphorbia jejuna
Euphorbia jejuna är en törelväxtart som beskrevs av Marshall Conring Johnston och Barton Holland Warnock. Euphorbia jejuna ingår i släktet törlar, och familjen törelväxter.
Artens utbredningsområde är Texas. Inga underarter finns listade i Catalogue of Life.